# Spathiphyllum maguirei
Spathiphyllum maguirei G.S.Bunting – gatunek wieloletnich, wiecznie zielonych roślin zielnych z rodzaju skrzydłokwiat, z rodziny obrazkowatych, występujący w Gujanie, zasiedlający równikowe lasy deszczowe.